# 沖永良部与論沖縄北部諸方言
沖永良部与論沖縄北部諸方言（おきのえらぶよろんおきなわほくぶしょほうげん）は、沖縄諸島北部および鹿児島県奄美群島の与論島・沖永良部島で話される諸方言（言語）の総称である。一般的にはこれら諸方言は奄美語の南部方言と沖縄語の北部方言にあたるが、奄美南部と沖縄北部の言語（方言）の類似性から、これを一区画とする見方があり、本項の名称が与えられている。大きく、沖永良部島方言、与論島方言、沖縄北部方言に分かれる。2009年2月19日にユネスコが消滅の危機にある言語と発表したが、その際にはKunigami language（国頭語）という呼称が使われた。沖縄北部方言だけを指して国頭方言（国頭語）と呼ぶこともある。
喜界島南部の方言を含めることもある。沖縄諸島北部には沖縄本島北部と伊江島・伊是名島・伊平屋島・古宇利島・屋我地島・瀬底島・水納島・津堅島・久高島が含まれる。沖縄中南部諸方言との境界は太平洋側ではうるま市石川と金武町屋嘉の間に、東シナ海側では恩納村恩納と谷茶の間にある。主に旧北山王国の領域で話される方言である。

## 下位区分
- 沖永良部島方言
  - 沖永良部島北部方言--和泊町
  - 沖永良部島南部方言--知名町[3]
- 与論島方言
- 沖縄北部方言

## 音韻
沖縄語と同じi、u、e、o、aの5母音体系である。日本語本土方言のoがuになり、eがiになっている。沖永良部島北端の国頭地区では、これらの他にɪを持つ。このɪは日本語のエ段に対応し、奄美大島方言や徳之島方言にみられる中舌母音ïの残存形とみられる。他の地域でも、古くは同じような中舌母音があり、後にこれがiに統合したと考えられている。
日本語本土方言の語頭の「か・け・こ」の子音kがhに変化していることが、この地域に共通する特徴である。また与論島方言と沖永良部島方言（および奄美語）では、語中のkがhになり、さらに脱落していく。また沖永良部島の和泊方言では、カ行イ段の口蓋化があり、日本語のキが[tʃi]に、ギが[dʒi]になるが、沖永良部島でも知名方言では口蓋化が起こらない。
ハ行の子音は沖縄北部の名護付近や与論島などではpである。沖永良部島ではhまたはɸとなっている。
沖縄北部の多くの地域（名護など）では、p、t、k、cの各子音で無気喉頭化音を発達させており、有気音と対立している。日本語との対応では、イ段・ウ段に対応する拍が喉頭化し、ア段・エ段・オ段との区別を残している場合や、イ段・ウ段の拍が省略されて直後の子音が喉頭化する場合がある。沖永良部島では喉頭化音は弱くなっており、与論島では音韻対立は無くなっている。

## 文法

### 動詞
与論島方言では、奄美大島方言や喜界島方言などと同じように、動詞の終止形に-ム系統と-リ系統の2種類の語尾が併用される。沖永良部島や沖縄諸島では、-ム系統のみである。
以下に、沖永良部島の知名町田皆方言と沖縄諸島の本部町瀬底方言の「書く」の活用を示す。
|          | 志向形 | 未然形                                                    | 条件形     | 命令形 | 禁止形 | 連用形             | 連体形1                               | 終止形         | 連体形2        | du係結形 | ga係結形 | 準体形 | 接続形 |
| -------- | ------ | --------------------------------------------------------- | ---------- | ------ | ------ | ------------------ | ------------------------------------- | -------------- | -------------- | -------- | -------- | ------ | ------ |
| 書く     | hakkaː | hakka                                                     | hakki      | hakki  | hakku  | hakki              | hakku                                 | hakkimu hakkin | hakkinu hakkin | hakkiru  | hakkira  | hakki  | hattʃi |
| 主な接辞 |        | mu（否定） n（否定） ʃimu（せる） rimu（れる） ba（条件） | ja（条件） |        | na     | buʃaʔaːmu （たい） | ntane（まで） kaja（かしら） ka（か） |                |                |          |          |        |        |

|          | 志向形 | 未然形                                        | 条件形1    | 条件形2 | 命令形1  | 命令形2 | 連用形          | 連体形1        | 条件形3 | 終止形 | 連体形2 | du係結形 | ga係結形 | 禁止形 | 準体形            | 接続形 |
| -------- | ------ | --------------------------------------------- | ---------- | ------- | -------- | ------- | --------------- | -------------- | ------- | ------ | ------- | -------- | -------- | ------ | ----------------- | ------ |
| 書く     | hakaː  | haka                                          | haki       | hakeː   | haki     | hakeː   | haki            | haku           | hakura  | hakun  | hakun   | hakuru   | hakura   | haku   | haku              | hatʃi  |
| 主な接辞 |        | n（否定） sun（せる） riːn（れる） ba（条件） | ba（条件） |         | jo（よ） |         | buʃeːn （たい） | gariː （まで） | ba      |        |         |          |          | na     | mi（か） sa（さ） |        |

### 形容詞
沖永良部島の田皆方言と沖縄諸島の本部町瀬底方言の「高い」の活用を示す。
|      | 連用形1 | 条件形       | 連用形2 | 終止形   | 連体形    | du係結形   | ga係結形   | 準体形    | 接続形     |
| ---- | ------- | ------------ | ------- | -------- | --------- | ---------- | ---------- | --------- | ---------- |
| 高い | taːku   | taːsaʔari-ja | taːsa   | taːsaʔan | taːsaʔanu | taːsaʔaːru | taːsaʔaːra | taːsaːʔaː | taːsaʔatti |

|      | 連用形1 | 未然形       | 条件形1      | 条件形2    | 連用形2 | 終止形   | 連体形    | du係結形  | ga係結形  | 準体形  | 接続形   |
| ---- | ------- | ------------ | ------------ | ---------- | ------- | -------- | --------- | --------- | --------- | ------- | -------- |
| 高い | takaku  | takaʃeːra-ba | takaʃeːri-ba | takaʃeːreː | takaʃeː | takaʃeːn | takaʃeːnu | takaʃeːru | takaʃeːra | takaʃeː | takasati |